# Arnaldo Schmitt Júnior
Arnaldo Schmitt Júnior (Itajaí, 27 de agosto de 1942) é um engenheiro e político brasileiro.

## Vida
Filho de Arnaldo Schmitt e de Ana Molleri Schmitt, diplomou-se em agronomia, em 1966.

## Carreira
Foi o segundo deputado mais votado à Câmara dos Deputados em Santa Catarina na 46ª legislatura (1979 — 1983).
Foi prefeito municipal de Itajaí, de 1 de fevereiro de 1983 a 31 de dezembro de 1988 e de 1 de janeiro de 1993 a 31 de dezembro de 1996. Enfrentou duas grandes enchentes, de 1983 e a de 1984, enquanto prefeito. Em 1995, durante sua segunda gestão, houve a municipalização do Porto de Itajaí.
Foi deputado à Assembleia Legislativa de Santa Catarina na 12ª legislatura (1991 — 1995), eleito pelo PMDB.
Foi superintendente do Porto de Itajaí em 2008, onde novamente enfrentou uma outra grande enchente.